# دانشگاه زنان سئول
دانشگاه زنان سئول (انگلیسی: Seoul Women's University) (SWU) یک دانشگاه در ناحیه نو وون، سئول، کره جنوبی است. این دانشگاه شامل پنج کالج است. دانشگاه زنان سئول یک مؤسسهٔ اعطای مدرک دکترا است.
هوانگ کیونگ کوه مؤسس و اولین رئیس دانشگاه زنان سئول بود.